# Selección de fútbol sub-23 de Brasil
La Selección de fútbol sub-23 de Brasil, también conocida como la selección olímpica, es el equipo formado por jugadores de nacionalidad brasileña menores de 23 años. Desde 1992 es además la encargada de defender a Brasil en los Juegos Olímpicos.
La Selección olímpica de Brasil ha ganado 2 medallas de bronce en los Juegos Olímpicos de Atlanta 1996, y Pekín 2008 y ha ganado 1 medalla de plata en Londres 2012, la medalla de oro conseguida, tras vencer a Alemania en la tanda de penales por 5-4 después del empate 1 a 1 en Río 2016 y en Tokio 2020 consiguieron su segundo oro consecutivo tras derrotar en la final a España 2-1.

## Trayectoria

### Juegos Olímpicos de Barcelona 1992
La selección sub-23 u olímpica, denominada así por primera vez tras la nueva normativa del COI respecto a las selecciones de fútbol participantes en los Juegos Olímpicos, no sería capaz de clasificarse para los Juegos Olímpicos de Barcelona 1992 tras los resultados obtenidos en el Torneo Preolímpico Sudamericano Sub-23 de 1992.

### Juegos Olímpicos de Atlanta 1996
Tras el tetracampeonato del Mundial de Estados Unidos 1994, Los Juegos Olímpicos de Atlanta 1996 serían los primeros a los que acudiría la selección sub-23 de Brasil al no haberse clasificado para la edición de 1992 en Barcelona. Dirigidos por Mário Zagallo, ganaron la medalla de bronce en su primera participación. 
En la fase de grupos, en su primer partido frente a la selección japonesa fueron vencidos por 1-0. Después vencerían a la selección húngara por 3-1 y a la selección nigeriana por 1-0 para finalizar como primeros de grupo. En los cuartos de final se enfrentaron a la selección ghanesa a la que vencerían por 4-2, para perder por 4-3 en semifinales frente a la selección nigeriana. 
En el partido por la medalla de bronce, venció por 5-0 a la selección portuguesa.

### Juegos Olímpicos de Sídney 2000
Dirigida por Vanderlei Luxemburgo, la selección brasileña sería eliminada en los cuartos de final de los Juegos Olímpicos de Sídney 2000. En la fase de grupos, Brasil venció a Eslovaquia 3-1. En el segundo serían derrotados por Sudáfrica por el mismo resultado de 3-1. En su último partido, vencerían a Japón 1-0 para asegurarse la primera plaza del grupo. 
En cuartos de final, la selección sería vencida por 1-2 por Camerún, que resultaría vencedora olímpica.

### Copa de Oro de la CONCACAF 2003
En diciembre de 2002, la CBF designó a Ricardo Gomes como el seleccionador olímpico de Brasil para los Juegos Olímpicos de Atenas 2004. 
Antes del torneo de clasificación, el combinado olímpico o sub-23 participó en la Copa de Oro de la CONCACAF 2003. Fue invitado al torneo, y Brasil decidió presentar a su equipo sub-23 ya que la selección absoluta estaba disputando la Copa FIFA Confederaciones 2003 al ser el actual campeón de la Copa Mundial de Fútbol. A pesar de ello, todas las estadísticas conseguidas por los sub-23, tanto goles como convocatorias, fueron asignadas como si de la selección absoluta se tratase.
Los sub-23 llegaron a la final, donde serían derrotados por México por 0-1 después de jugar la prórroga, privando así a Brasil del honor de ser la primera selección invitada en vencer el torneo. 

### Juegos Olímpicos de Atenas 2004
Al año siguiente, Brasil no conseguiría clasificarse para los Juegos Olímpicos de 2004 tras perder con Paraguay y Argentina en el Torneo Preolímpico Sudamericano Sub-23 de 2004.

### Juegos Olímpicos de Pekín 2008
Entrenados por el también seleccionador del equipo absoluto, Dunga, finalizaron como campeones de su grupo en los Juegos Olímpicos de Pekín 2008 por encima de la selecciones de Bélgica, Nueva Zelanda y China, tras vencerles por 1-0, 5-0 y 3-0 respectivamente.
En segunda ronda, vencieron a Camerún, vengándose de su eliminación 8 años antes, por 2-0. Brasil y Argentina se enfrentarían en semifinales. El partido, jugado el 19 de agosto estuvo marcado por una gran dureza que conllevaría dos expulsiones para el equipo brasileño. Argentina venció por 3-0, siendo la peor derrota en la historia del equipo olímpico brasileño. En el partido por la medalla de bronce, Brasil venció por 3-0 a Bélgica.

### Juegos Olímpicos de Londres 2012
Brasil se clasificó para los Juegos Olímpicos de Londres 2012 bajo la dirección Mano Menezes, antes de los Juegos vencieron a Gran Bretaña en un amistoso de preparación por 2-0. Quedó encuadrado en el grupo C con Nueva Zelanda, Egipto y Bielorrusia. Frente a los africanos, vencería por 3-2, y 3-1 frente a los bielorrusos y 3-0 ante los oceánicos, lo que les valdría para clasificarse para los cuartos de final donde enfrentó a Honduras derrotandolos por 3-2, en la semifinal superaron a corea del sur por 3-0, llegando a la final en el Estadio de Wembley donde se disputó el oro olimpico contra México, siendo los brasileños derrotados por marcador de 2-1 con anotacion doble por parte del mexicano Oribe Peralta, descontando el brasileño Hulk en los últimos minutos del partido. Brasil termina su participación en el torneo obteniendo la medalla de plata.

### Juegos Olímpicos de Río 2016
Brasil se clasificó y este año el equipo capitaneado por Neymar que gracias a su penal hizo que el equipo de Brasil Sub-23 ganara por primera vez en la historia la medalla de oro contra Alemania obteniendo su venganza después del Mundial Brasil 2014 que perdió por goleada ante Selección de fútbol de Alemania por 7-1.

### Juegos Olímpicos de Tokio 2020
Brasil se clasificó tras quedar segundo en el Preolímpico Sub-23 de Conmebol, los amazónicos compartieron grupo con Alemania, Arabia Saudita y Costa de Marfil en donde pasaron como primeros, vencieron en cuartos de final a Egipto 1-0, en la semifinal derrotaron a México en la tanda de penales, luego le ganarían la final a España 2-1 gracias a un gol de Malcom en el tiempo extra para darle a Brasil su segunda medalla de oro consecutiva.

### Juegos Olímpicos de Paris 2024
Brasil no conseguiría clasificarse para los Juegos Olímpicos de 2024 tras perder con Paraguay y Argentina en el Torneo Preolímpico Sudamericano Sub-23 de 2024 de esta forma terminó con su racha de participación de 4 torneos consecutivos desde 2008 y no pudo defender el oro olimpico obtenido en Tokio 2020

## Palmarés
- Juegos Olímpicos
  -  Campeón (2): 2016, 2020
  -  Subcampeón (1): 2012.
  -  Tercero (2): 1996, 2008

- Torneo Preolímpico Sudamericano Sub-23
  -  Campeón (7): 1968, 1972, 1976, 1984, 1988, 1996, 2000
  -  Subcampeón (2): 1964, 2020
  -  Tercero (2): 1960, 2004

## Estadísticas

### Juegos Olímpicos
| Año                 | Fase                                                                     | Posición                                                                 | PJ                                                                       | PG                                                                       | PE                                                                       | PP                                                                       | GF                                                                       | GC                                                                       |                                                                          |
| ------------------- | ------------------------------------------------------------------------ | ------------------------------------------------------------------------ | ------------------------------------------------------------------------ | ------------------------------------------------------------------------ | ------------------------------------------------------------------------ | ------------------------------------------------------------------------ | ------------------------------------------------------------------------ | ------------------------------------------------------------------------ | ------------------------------------------------------------------------ |
| Atenas 1896         | No hubo competición de fútbol                                            | No hubo competición de fútbol                                            | No hubo competición de fútbol                                            | No hubo competición de fútbol                                            | No hubo competición de fútbol                                            | No hubo competición de fútbol                                            | No hubo competición de fútbol                                            | No hubo competición de fútbol                                            | No hubo competición de fútbol                                            |
| París 1900          | En 1900 y 1904 los Juegos Olímpicos los disputaron clubes                | En 1900 y 1904 los Juegos Olímpicos los disputaron clubes                | En 1900 y 1904 los Juegos Olímpicos los disputaron clubes                | En 1900 y 1904 los Juegos Olímpicos los disputaron clubes                | En 1900 y 1904 los Juegos Olímpicos los disputaron clubes                | En 1900 y 1904 los Juegos Olímpicos los disputaron clubes                | En 1900 y 1904 los Juegos Olímpicos los disputaron clubes                | En 1900 y 1904 los Juegos Olímpicos los disputaron clubes                | En 1900 y 1904 los Juegos Olímpicos los disputaron clubes                |
| St. Louis 1904      | En 1900 y 1904 los Juegos Olímpicos los disputaron clubes                | En 1900 y 1904 los Juegos Olímpicos los disputaron clubes                | En 1900 y 1904 los Juegos Olímpicos los disputaron clubes                | En 1900 y 1904 los Juegos Olímpicos los disputaron clubes                | En 1900 y 1904 los Juegos Olímpicos los disputaron clubes                | En 1900 y 1904 los Juegos Olímpicos los disputaron clubes                | En 1900 y 1904 los Juegos Olímpicos los disputaron clubes                | En 1900 y 1904 los Juegos Olímpicos los disputaron clubes                | En 1900 y 1904 los Juegos Olímpicos los disputaron clubes                |
| Londres 1908        | De 1908 a 1928 los Juegos Olímpicos los disputaron selecciones absolutas | De 1908 a 1928 los Juegos Olímpicos los disputaron selecciones absolutas | De 1908 a 1928 los Juegos Olímpicos los disputaron selecciones absolutas | De 1908 a 1928 los Juegos Olímpicos los disputaron selecciones absolutas | De 1908 a 1928 los Juegos Olímpicos los disputaron selecciones absolutas | De 1908 a 1928 los Juegos Olímpicos los disputaron selecciones absolutas | De 1908 a 1928 los Juegos Olímpicos los disputaron selecciones absolutas | De 1908 a 1928 los Juegos Olímpicos los disputaron selecciones absolutas | De 1908 a 1928 los Juegos Olímpicos los disputaron selecciones absolutas |
| Estocolmo 1912      | De 1908 a 1928 los Juegos Olímpicos los disputaron selecciones absolutas | De 1908 a 1928 los Juegos Olímpicos los disputaron selecciones absolutas | De 1908 a 1928 los Juegos Olímpicos los disputaron selecciones absolutas | De 1908 a 1928 los Juegos Olímpicos los disputaron selecciones absolutas | De 1908 a 1928 los Juegos Olímpicos los disputaron selecciones absolutas | De 1908 a 1928 los Juegos Olímpicos los disputaron selecciones absolutas | De 1908 a 1928 los Juegos Olímpicos los disputaron selecciones absolutas | De 1908 a 1928 los Juegos Olímpicos los disputaron selecciones absolutas | De 1908 a 1928 los Juegos Olímpicos los disputaron selecciones absolutas |
| Amberes 1920        | De 1908 a 1928 los Juegos Olímpicos los disputaron selecciones absolutas | De 1908 a 1928 los Juegos Olímpicos los disputaron selecciones absolutas | De 1908 a 1928 los Juegos Olímpicos los disputaron selecciones absolutas | De 1908 a 1928 los Juegos Olímpicos los disputaron selecciones absolutas | De 1908 a 1928 los Juegos Olímpicos los disputaron selecciones absolutas | De 1908 a 1928 los Juegos Olímpicos los disputaron selecciones absolutas | De 1908 a 1928 los Juegos Olímpicos los disputaron selecciones absolutas | De 1908 a 1928 los Juegos Olímpicos los disputaron selecciones absolutas | De 1908 a 1928 los Juegos Olímpicos los disputaron selecciones absolutas |
| París 1924          | De 1908 a 1928 los Juegos Olímpicos los disputaron selecciones absolutas | De 1908 a 1928 los Juegos Olímpicos los disputaron selecciones absolutas | De 1908 a 1928 los Juegos Olímpicos los disputaron selecciones absolutas | De 1908 a 1928 los Juegos Olímpicos los disputaron selecciones absolutas | De 1908 a 1928 los Juegos Olímpicos los disputaron selecciones absolutas | De 1908 a 1928 los Juegos Olímpicos los disputaron selecciones absolutas | De 1908 a 1928 los Juegos Olímpicos los disputaron selecciones absolutas | De 1908 a 1928 los Juegos Olímpicos los disputaron selecciones absolutas | De 1908 a 1928 los Juegos Olímpicos los disputaron selecciones absolutas |
| Ámsterdam 1928      | De 1908 a 1928 los Juegos Olímpicos los disputaron selecciones absolutas | De 1908 a 1928 los Juegos Olímpicos los disputaron selecciones absolutas | De 1908 a 1928 los Juegos Olímpicos los disputaron selecciones absolutas | De 1908 a 1928 los Juegos Olímpicos los disputaron selecciones absolutas | De 1908 a 1928 los Juegos Olímpicos los disputaron selecciones absolutas | De 1908 a 1928 los Juegos Olímpicos los disputaron selecciones absolutas | De 1908 a 1928 los Juegos Olímpicos los disputaron selecciones absolutas | De 1908 a 1928 los Juegos Olímpicos los disputaron selecciones absolutas | De 1908 a 1928 los Juegos Olímpicos los disputaron selecciones absolutas |
| Los Ángeles 1932    | No hubo competición de fútbol                                            | No hubo competición de fútbol                                            | No hubo competición de fútbol                                            | No hubo competición de fútbol                                            | No hubo competición de fútbol                                            | No hubo competición de fútbol                                            | No hubo competición de fútbol                                            | No hubo competición de fútbol                                            | No hubo competición de fútbol                                            |
| Berlín 1936         | En 1936 y 1948 los Juegos Olímpicos los disputaron selecciones absolutas | En 1936 y 1948 los Juegos Olímpicos los disputaron selecciones absolutas | En 1936 y 1948 los Juegos Olímpicos los disputaron selecciones absolutas | En 1936 y 1948 los Juegos Olímpicos los disputaron selecciones absolutas | En 1936 y 1948 los Juegos Olímpicos los disputaron selecciones absolutas | En 1936 y 1948 los Juegos Olímpicos los disputaron selecciones absolutas | En 1936 y 1948 los Juegos Olímpicos los disputaron selecciones absolutas | En 1936 y 1948 los Juegos Olímpicos los disputaron selecciones absolutas | En 1936 y 1948 los Juegos Olímpicos los disputaron selecciones absolutas |
| Londres 1948        | En 1936 y 1948 los Juegos Olímpicos los disputaron selecciones absolutas | En 1936 y 1948 los Juegos Olímpicos los disputaron selecciones absolutas | En 1936 y 1948 los Juegos Olímpicos los disputaron selecciones absolutas | En 1936 y 1948 los Juegos Olímpicos los disputaron selecciones absolutas | En 1936 y 1948 los Juegos Olímpicos los disputaron selecciones absolutas | En 1936 y 1948 los Juegos Olímpicos los disputaron selecciones absolutas | En 1936 y 1948 los Juegos Olímpicos los disputaron selecciones absolutas | En 1936 y 1948 los Juegos Olímpicos los disputaron selecciones absolutas | En 1936 y 1948 los Juegos Olímpicos los disputaron selecciones absolutas |
| Helsinki 1952       | De 1952 a 1988 los Juegos Olímpicos los disputaron selecciones amateur   | De 1952 a 1988 los Juegos Olímpicos los disputaron selecciones amateur   | De 1952 a 1988 los Juegos Olímpicos los disputaron selecciones amateur   | De 1952 a 1988 los Juegos Olímpicos los disputaron selecciones amateur   | De 1952 a 1988 los Juegos Olímpicos los disputaron selecciones amateur   | De 1952 a 1988 los Juegos Olímpicos los disputaron selecciones amateur   | De 1952 a 1988 los Juegos Olímpicos los disputaron selecciones amateur   | De 1952 a 1988 los Juegos Olímpicos los disputaron selecciones amateur   | De 1952 a 1988 los Juegos Olímpicos los disputaron selecciones amateur   |
| Melbourne 1956      | De 1952 a 1988 los Juegos Olímpicos los disputaron selecciones amateur   | De 1952 a 1988 los Juegos Olímpicos los disputaron selecciones amateur   | De 1952 a 1988 los Juegos Olímpicos los disputaron selecciones amateur   | De 1952 a 1988 los Juegos Olímpicos los disputaron selecciones amateur   | De 1952 a 1988 los Juegos Olímpicos los disputaron selecciones amateur   | De 1952 a 1988 los Juegos Olímpicos los disputaron selecciones amateur   | De 1952 a 1988 los Juegos Olímpicos los disputaron selecciones amateur   | De 1952 a 1988 los Juegos Olímpicos los disputaron selecciones amateur   | De 1952 a 1988 los Juegos Olímpicos los disputaron selecciones amateur   |
| Roma 1960           | De 1952 a 1988 los Juegos Olímpicos los disputaron selecciones amateur   | De 1952 a 1988 los Juegos Olímpicos los disputaron selecciones amateur   | De 1952 a 1988 los Juegos Olímpicos los disputaron selecciones amateur   | De 1952 a 1988 los Juegos Olímpicos los disputaron selecciones amateur   | De 1952 a 1988 los Juegos Olímpicos los disputaron selecciones amateur   | De 1952 a 1988 los Juegos Olímpicos los disputaron selecciones amateur   | De 1952 a 1988 los Juegos Olímpicos los disputaron selecciones amateur   | De 1952 a 1988 los Juegos Olímpicos los disputaron selecciones amateur   | De 1952 a 1988 los Juegos Olímpicos los disputaron selecciones amateur   |
| Tokio 1964          | De 1952 a 1988 los Juegos Olímpicos los disputaron selecciones amateur   | De 1952 a 1988 los Juegos Olímpicos los disputaron selecciones amateur   | De 1952 a 1988 los Juegos Olímpicos los disputaron selecciones amateur   | De 1952 a 1988 los Juegos Olímpicos los disputaron selecciones amateur   | De 1952 a 1988 los Juegos Olímpicos los disputaron selecciones amateur   | De 1952 a 1988 los Juegos Olímpicos los disputaron selecciones amateur   | De 1952 a 1988 los Juegos Olímpicos los disputaron selecciones amateur   | De 1952 a 1988 los Juegos Olímpicos los disputaron selecciones amateur   | De 1952 a 1988 los Juegos Olímpicos los disputaron selecciones amateur   |
| México 1968         | De 1952 a 1988 los Juegos Olímpicos los disputaron selecciones amateur   | De 1952 a 1988 los Juegos Olímpicos los disputaron selecciones amateur   | De 1952 a 1988 los Juegos Olímpicos los disputaron selecciones amateur   | De 1952 a 1988 los Juegos Olímpicos los disputaron selecciones amateur   | De 1952 a 1988 los Juegos Olímpicos los disputaron selecciones amateur   | De 1952 a 1988 los Juegos Olímpicos los disputaron selecciones amateur   | De 1952 a 1988 los Juegos Olímpicos los disputaron selecciones amateur   | De 1952 a 1988 los Juegos Olímpicos los disputaron selecciones amateur   | De 1952 a 1988 los Juegos Olímpicos los disputaron selecciones amateur   |
| Múnich 1972         | De 1952 a 1988 los Juegos Olímpicos los disputaron selecciones amateur   | De 1952 a 1988 los Juegos Olímpicos los disputaron selecciones amateur   | De 1952 a 1988 los Juegos Olímpicos los disputaron selecciones amateur   | De 1952 a 1988 los Juegos Olímpicos los disputaron selecciones amateur   | De 1952 a 1988 los Juegos Olímpicos los disputaron selecciones amateur   | De 1952 a 1988 los Juegos Olímpicos los disputaron selecciones amateur   | De 1952 a 1988 los Juegos Olímpicos los disputaron selecciones amateur   | De 1952 a 1988 los Juegos Olímpicos los disputaron selecciones amateur   | De 1952 a 1988 los Juegos Olímpicos los disputaron selecciones amateur   |
| Montreal 1976       | De 1952 a 1988 los Juegos Olímpicos los disputaron selecciones amateur   | De 1952 a 1988 los Juegos Olímpicos los disputaron selecciones amateur   | De 1952 a 1988 los Juegos Olímpicos los disputaron selecciones amateur   | De 1952 a 1988 los Juegos Olímpicos los disputaron selecciones amateur   | De 1952 a 1988 los Juegos Olímpicos los disputaron selecciones amateur   | De 1952 a 1988 los Juegos Olímpicos los disputaron selecciones amateur   | De 1952 a 1988 los Juegos Olímpicos los disputaron selecciones amateur   | De 1952 a 1988 los Juegos Olímpicos los disputaron selecciones amateur   | De 1952 a 1988 los Juegos Olímpicos los disputaron selecciones amateur   |
| Moscú 1980          | De 1952 a 1988 los Juegos Olímpicos los disputaron selecciones amateur   | De 1952 a 1988 los Juegos Olímpicos los disputaron selecciones amateur   | De 1952 a 1988 los Juegos Olímpicos los disputaron selecciones amateur   | De 1952 a 1988 los Juegos Olímpicos los disputaron selecciones amateur   | De 1952 a 1988 los Juegos Olímpicos los disputaron selecciones amateur   | De 1952 a 1988 los Juegos Olímpicos los disputaron selecciones amateur   | De 1952 a 1988 los Juegos Olímpicos los disputaron selecciones amateur   | De 1952 a 1988 los Juegos Olímpicos los disputaron selecciones amateur   | De 1952 a 1988 los Juegos Olímpicos los disputaron selecciones amateur   |
| Los Ángeles 1984    | De 1952 a 1988 los Juegos Olímpicos los disputaron selecciones amateur   | De 1952 a 1988 los Juegos Olímpicos los disputaron selecciones amateur   | De 1952 a 1988 los Juegos Olímpicos los disputaron selecciones amateur   | De 1952 a 1988 los Juegos Olímpicos los disputaron selecciones amateur   | De 1952 a 1988 los Juegos Olímpicos los disputaron selecciones amateur   | De 1952 a 1988 los Juegos Olímpicos los disputaron selecciones amateur   | De 1952 a 1988 los Juegos Olímpicos los disputaron selecciones amateur   | De 1952 a 1988 los Juegos Olímpicos los disputaron selecciones amateur   | De 1952 a 1988 los Juegos Olímpicos los disputaron selecciones amateur   |
| Seúl 1988           | De 1952 a 1988 los Juegos Olímpicos los disputaron selecciones amateur   | De 1952 a 1988 los Juegos Olímpicos los disputaron selecciones amateur   | De 1952 a 1988 los Juegos Olímpicos los disputaron selecciones amateur   | De 1952 a 1988 los Juegos Olímpicos los disputaron selecciones amateur   | De 1952 a 1988 los Juegos Olímpicos los disputaron selecciones amateur   | De 1952 a 1988 los Juegos Olímpicos los disputaron selecciones amateur   | De 1952 a 1988 los Juegos Olímpicos los disputaron selecciones amateur   | De 1952 a 1988 los Juegos Olímpicos los disputaron selecciones amateur   | De 1952 a 1988 los Juegos Olímpicos los disputaron selecciones amateur   |
| Barcelona 1992      | No se clasificó                                                          | No se clasificó                                                          | No se clasificó                                                          | No se clasificó                                                          | No se clasificó                                                          | No se clasificó                                                          | No se clasificó                                                          | No se clasificó                                                          |                                                                          |
| Atlanta 1996        | Medalla de bronce                                                        | 3º                                                                       | 6                                                                        | 4                                                                        | 0                                                                        | 2                                                                        | 16                                                                       | 8                                                                        |                                                                          |
| Sídney 2000         | Cuartos de final                                                         | 7°                                                                       | 4                                                                        | 2                                                                        | 0                                                                        | 2                                                                        | 6                                                                        | 6                                                                        |                                                                          |
| Atenas 2004         | No se clasificó                                                          | No se clasificó                                                          | No se clasificó                                                          | No se clasificó                                                          | No se clasificó                                                          | No se clasificó                                                          | No se clasificó                                                          | No se clasificó                                                          |                                                                          |
| Pekín 2008          | Medalla de bronce                                                        | 3º                                                                       | 6                                                                        | 5                                                                        | 0                                                                        | 1                                                                        | 14                                                                       | 3                                                                        |                                                                          |
| Londres 2012        | Medalla de plata                                                         | 2º                                                                       | 6                                                                        | 5                                                                        | 0                                                                        | 1                                                                        | 16                                                                       | 7                                                                        |                                                                          |
| Río de Janeiro 2016 | Medalla de oro                                                           | 1º                                                                       | 6                                                                        | 3                                                                        | 3                                                                        | 0                                                                        | 13                                                                       | 1                                                                        |                                                                          |
| Tokio 2020          | Medalla de oro                                                           | 1º                                                                       | 6                                                                        | 4                                                                        | 2                                                                        | 0                                                                        | 10                                                                       | 4                                                                        |                                                                          |
| París 2024          | No se clasificó                                                          | No se clasificó                                                          | No se clasificó                                                          | No se clasificó                                                          | No se clasificó                                                          | No se clasificó                                                          | No se clasificó                                                          | No se clasificó                                                          | No se clasificó                                                          |
| Los Ángeles 2028    | Por disputarse                                                           | Por disputarse                                                           | Por disputarse                                                           | Por disputarse                                                           | Por disputarse                                                           | Por disputarse                                                           | Por disputarse                                                           | Por disputarse                                                           | Por disputarse                                                           |
| Total               | 5 Medallas                                                               | 5/7                                                                      | 34                                                                       | 23                                                                       | 5                                                                        | 6                                                                        | 75                                                                       | 29                                                                       |                                                                          |

## Jugadores

### 2021
Nómina para los Juegos Panamericanos Santiago 2023, que se disputarán entre el 23 de octubre y el 4 de noviembre de 2023.
| N.º | Nombre             | Posición       | Edad    | PJ | Gol | Club                |
| --- | ------------------ | -------------- | ------- | -- | --- | ------------------- |
| 1   | Mycael Pontes      | Portero        | 21 años |    |     | Atlético Paranaense |
| 2   | Matheus Miranda    | Defensa        | 25 años |    |     | Vasco da Gama       |
| 3   | Michel Modesto     | Defensa        | 22 años |    |     | Palmeiras           |
| 4   | Arthur Chaves      | Defensa        | 24 años |    |     | Viseu FC            |
| 5   | Ronald Cardoso     | Centrocampista | 22 años |    |     | Gremio              |
| 6   | Patryck dos Reis   | Defensa        | 22 años |    |     | São Paulo           |
| 7   | Gabriel Pirani     | Mediocampista  | 23 años |    |     | Fluminense          |
| 8   | Matheus Dias       | Mediocampsita  | 23 años |    |     | Internacional       |
| 9   | Matheus Nascimento | Delantero      | 21 años |    |     | Botafogo            |
| 10  | Marquinhos         | Delantero      | 22 años |    |     | Nantes              |
| 11  | Guilherme Biro     | Delantero      | 21 años |    |     | Corinthians         |
| 12  | Andrew Ventura     | Portero        | 24 años |    |     | Gl Vicente          |
| 13  | Gustavo Martins    | Defensa        | 22 años |    |     | Gremio              |
| 14  | Matheus Donelli    | Portero        | 23 años |    |     | Corinthians         |
| 15  | Igor Jesús         | Delantero      | 22 años |    |     | Shabab Al-Ahli      |
| 16  | Thauan Lara        | Defensa        | 21 años |    |     | Internacional       |
| 17  | Kaio César         | Delantero      | 21 años |    |     | Coritiba            |
| 18  | Lucas Figueiredo   | Delantero      | 23 años |    |     | Vasco da Gama       |